# Tiberius Iulius Alexander (Vater)
Tiberius Iulius Alexander (* vor 10 v. Chr.; † nach 50 n. Chr.) war ein romanisierter Jude aus dem ägyptischen Alexandria. Sein Bruder Philon war der bedeutendste Philosoph des hellenistischen Judentums, sein gleichnamiger Sohn war Präfekt von Judäa (46–48) und Ägypten (68–69).

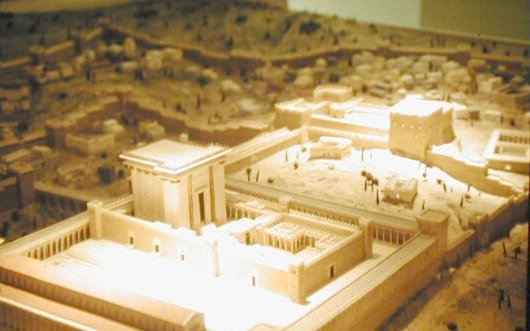
Iulius Alexander spendete für die Ausstattung des Jerusalemer Tempels, Modell im Museumpark Orientalis (Berg en Dal)

Iulius Alexander war als Alabarch für die Zolleinnahmen des alexandrinischen Hafens zuständig und wurde später Finanzverwalter der Antonia, der Schwägerin des römischen Kaisers Tiberius. Er erwarb sich ein großes Vermögen, das es ihm ermöglichte, Herodes Agrippa finanziell unter die Arme zu greifen und für die Ausstattung des Jerusalemer Tempels zu spenden. Unter Tiberius’ Nachfolger Caligula wurde Iulius Alexander in Rom gefangen gehalten. Möglicherweise war er als Angehöriger einer von seinem Bruder organisierten Delegation alexandrinischer Juden dorthin gekommen und wurde von dem sich ständig in Finanznöten befindenden Kaiser wegen seines Reichtums festgehalten.
Nach der Ermordung Caligulas im Jahr 41 wurde Iulius Alexander von dessen Nachfolger Claudius, dem Sohn der Antonia, wieder freigelassen und konnte in seine Heimat zurückkehren. Möglicherweise wurde er von Claudius auch zum Ritter erhoben. Der Kaiser ernannte jedenfalls Iulius Alexanders Freund Herodes Agrippa zum König von ganz Judäa. Dieser revanchierte sich für die finanzielle Unterstützung, indem er seine Tochter Berenike mit dem jüngeren Sohn seines Förderers, Marcus Iulius Alexander, verheiratete. Danach verliert sich Iulius Alexanders Spur, es ist also unklar, ob er die Statthalterschaften seines Sohnes Tiberius noch erlebte.